# Operazione Donnerkeil
Operazione Donnerkeil o Operazione Tuono (in tedesco Unternehmen Donnerkeil) era il nome in codice di un'operazione militare tedesca studiata per fornire supporto aereo alla Kriegsmarine (la Marina Militare del Terzo Reich) nell'ambito dell'Operazione Cerberus.

## Introduzione
Nel gennaio 1941 la Kriegsmarine lanciò l'Operazione Berlin per tentare di tagliare i rifornimenti via mare verso la Gran Bretagna anche grazie all'utilizzo dei sommergibili U-boot.
Nel maggio successivo Hitler ordinò un secondo attacco navale (l'Operazione Rheinübung), ma grazie alla sua superiorità, la Royal Navy riuscì a respingere l'offensiva impedendo inoltre che la flotta nazista riuscisse a tornare nei porti tedeschi in Germania o sul Mar Baltico.
La flotta tedesca impiegata nell'Operazione Cerberus– ed in particolare l'incrociatore da battaglia Scharnhorst, la nave da battaglia Gneisenau e l'incrociatore pesante Prinz Eugen – fu così costretti ad attraccare a Brest, in Francia.
Il Bomber Command della Royal Air Force, vista la prossimità rispetto alle basi ordinò una serie di incursioni aeree per cercare di distruggere la flotta tedesca all'ancora nel porto di Brest.
Di conseguenza l’Oberkommando der Marine (l'Alto Comando della Marina tedesca) chiese un intervento di copertura aerea per trasferire le navi in un porto più sicuro e nel dicembre 1941 l’Oberkommando der Luftwaffe (l'Alto Comando dell'Aviazione tedesca) formulò un piano che prevedeva una serie di incursioni aeree che avrebbero garantito il trasferimento delle tre navi attraverso la Manica fino in Germania.

## La vittoria tedesca
L'11 febbraio 1942 il generale Adolf Galland ordinò l'avvio dell'Operazione Donnerkeil che colse di sorpresa la contraerea britannica permettendo alle tre navi di raggiungere i porti tedeschi dopo appena due giorni (il 13 febbraio).
Durante i combattimenti aerei che avvennero nei cieli della Manica la Luftwaffe inflisse forti perdite alla RAF e riuscì a portare a termine l'operazione con un numero molto contenuto di perdite.